# Castell de Penallonga
El Castell de Penallonga, o Castell de Penalonga, també anomenat Castellot dels Pallaresos o de Perafort, o Castell de Bofarull, és un castell d'origen baix medieval, actualment en ruïnes, prop de Pallaresos Park.
Situat en el límit entre els termes municipals dels Pallaresos i Perafort, la ubicació exacta del castell és objecte de debat. No obstant això, és rellevant destacar que l'Inventari del Patrimoni Arquitectònic de la Generalitat de Catalunya el classifica dins del terme municipal dels Pallaresos.
Tot i que no es conserven restes del cos principal, cal destacar la presència d'un notable nombre de pous, fins a tres, i contraforts, els quals suggereixen les grans dimensions que possiblement tenia el conjunt arquitectònic. Fins ara, no s'hi ha dut a terme cap tasca de restauració, ni hi ha plans per a fer-ne cap en el futur.

## Descripció
Les restes del Castell s'aixequen sobre una penya allargada que en dona nom. Els murs que queden visibles es poden datar del segle xvi aproximadament, tot i que el recinte és més antic i podria datar del segle XII.
El castell tenia una planta quadrada i abastava una àrea de més de 500 m². Al seu interior, hi havia un pati d'armes ubicat al centre. L'estructura del mur de la banda sud, construït amb maçoneria i amb restes de tapia a la part superior, suggereix la possible existència d'una torre de defensa, mentre que els contraforts es trobaven en la part occidental del castell.
L'estranya absència de cap rastre del munt de pedres que conformaven l'edifici sembla indicar-ne el seu reus o soterrament amb el pas dels anys. En aquest sentit, també cal destacar la presencia d'una enorme barraca de vinyes, feta de pedra, construïda a mitjans del segle vint en les proximitats del Castell. No obstant això, només mitjançant una excavació arqueològica als voltants es podria obtenir una comprensió més clara d'aquesta situació.

## Història
La primera referència data de l'any 1391, quan el rei Joan I vengué diversos drets reials a l'arquebisbe Ènnec de Vallterra, entre ells es trobava el castell de Penallonga, per una quantitat total de 17.000 florins d'or d'Aragó.

Altres fonts semblen indicar que el Castell va formar part de la Senyoria de Perafort i Codony, com a Senyoria de Penallonga, fins a l'any 1467. En aquell moment, Isabel Pelegrí de Perafort i Carla del Codony varen traspassar-lo a l'arquebisbe Pedro d'Urrea i la seu tarragonina va instituir a la vila dels Pallaresos, a partir de llavors propietat del capítol, una vicaria perpètua.
A Temps de este archebisbe la Sra Isabel Pelegrí, muller que fonc del Quondam Bernat Palegrí, senyor de Perafort i Penallonga, i Carla del Codony, donà aquests llochs als conoges i Capítol, reservan-se lo usdefruyt durant sa vida, ab càrrech sols de una misa quotidiana en la Seu, als 16 de octubre de 1467, y als 24 de noembre de dir any fonc insinuada en la cort real. Lo Capítol uní la renda y jurisdicció d'estos llochs a les comunes distribicions, fent, lo que ere feu propi y particular, comú ab lo clero, que fou una neglicència y solemne error dels passats.
Arxiepiscologi de la Santa Església Metropolitana i Primada de Tarragona, per Josep Blanch, Canonge.